# CharadeManiacs
『CharadeManiacs』（シャレードマニアクス）は、アイディアファクトリーが開発しオトメイトより発売されたゲームソフト。PlayStation Vita版が2018年8月9日に、Nintendo Switch版が2021年9月16日に発売。

## あらすじ
舞台は西暦2148年、情報統制が徹底された近未来の日本。高校二年生の瀬名ヒヨリは、夏休みを目前としたある日、幼なじみであるトモセと下校中に、不気味な仮面をかぶった怪しい人物によって見たことのない異世界「アルカディア」へさらわれる。都市伝説として噂になっていた”出演すればどんな願いも叶えてくれる異世界配信”の「キャスト」として、同じようにさらわれてきた九人とドラマに出演しながら、元の世界へ帰還するために協力することになる。しかし、キャスト十人の中には異世界配信の責任者である「プロデューサー」が一人混じっているという。嘘をついてキャストに紛れ込んでいる「裏切り者」はいったい誰なのか？

## 登場人物

### 主要人物
瀬名 ヒヨリ（せな ヒヨリ）
演 - 谷尻まりあ
※名前のみ変更可能、名字変更不可
本作の主人公。月桂高（月桂大学付属高等学校）の二年生。弟二人、妹二人がいる長女で、年下への面倒見が良い。夢がなんでも叶うという異世界配信の噂に興味を持っていた。
明瀬 キョウヤ（あかせ キョウヤ）
声 - 斉藤壮馬 / 演 - 上仁樹
7月29日生まれ。獅子座。身長178cm。O型。右利き。好きな物はハンバーグ、嫌いな物はナス。
有明技術高等専門学校の三年生。正義感が強く、運動神経が抜群。朝にジョギングをしている。
萬城 トモセ（ばんじょう トモセ）
声 - 鈴村健一 / 演 - 阿部快征（初演）、三原大樹（再演）
4月8日生まれ。牡羊座。身長174cm。B型。右利き。好きな物はクラムチャウダー、嫌いな物は辛いもの。
月桂高の一年生。幼なじみであるヒヨリに対して過保護に接する。演劇部に所属している。
茅ヶ裂 マモル（ちがさき マモル）
声 - 浪川大輔 / 演 - 小林涼
10月6日生まれ。天秤座。身長183cm。A型。左利き。好きな物はボーロ、嫌いな物は炭酸水。
月桂大学の学生。温和で誰に対しても礼儀正しく、争いごとを好まない。趣味はサボテン集め。
陀宰 メイ（だざい メイ）
声 - 古川慎 / 演 - 萩尾圭志（初演）、高士幸也（再演）
11月11日生まれ。蠍座。身長176cm。A型。右利き。好きな物は炭酸飲料とグラタン、嫌いな物は人参。
空明高の二年生。三白眼が特徴。周りに振り回される苦労性。猫が好き。
獲端 ケイト（えばなケイト）
声 - 前野智昭 / 演 - 荒一陽
1月6日生まれ。山羊座。身長177cm。A型。右利き。好きな物は茶碗蒸し、嫌いな物はパクチー。
月桂高の二年生。口が悪く、周囲を敵とみなしてすぐ喧嘩腰になる。料理が得意。
双巳 リョウイチ（ふたみ リョウイチ）
声 - 関智一 / 演 - 小谷嘉一
12月17日生まれ。射手座。身長186cm。O型。右利き。好きな物は丼もの、嫌いな物は甘いもの。
美術の専門生。二十三歳。月桂高のOBで元美術部。メンバーの中で頼れるお兄さん的な存在。趣味はシルバークラフト。
凝部 ソウタ（ぎょうぶ ソウタ）
声 - 松岡禎丞 / 演 - 白石康介
2月10日生まれ。水瓶座。身長173cm。B型。右利き。好きな物は桜餅、嫌いな物は焼き魚。
ヒヨリと同じ月桂高生だが、学年やクラスは不明。異世界に来てもあまり動じず、飄々とマイペースにふるまう。アナログゲームが好き。
廃寺 タクミ（はいじ タクミ）
声 - 岡本信彦 / 演 - 工藤大夢
3月13日生まれ。魚座。身長177cm。血液型不明。右利き。好きな物はアイスクリーム、嫌いな物はピーマン。
学校は烏兎第一。口数が少なく、ぼーっとしていてつかみどころがない。
射落 ミズキ（いおち ミズキ）
声 - 緒方恵美 / 演 - 汐月しゅう
9月1日生まれ。乙女座。身長172cm。AB型。両利き。好きな物は梨と林檎、嫌いな物は魚介類。
メンバー最年長の二十四歳で社会人。綺麗な外見に豪快な性格である。性別不明で、本人に性別を尋ねてもはぐらかされてしまう。

### その他
ディレクター
声 - 井上悟 / 演 - 田中雄飛
主人公たちを異世界へさらってきたと思われる謎の人物。不気味な仮面をかぶっている。
監視者/バウンサー（かんししゃ）
声 - 拝師みほ
風船のように浮くことができる丸みを帯びた機械。音声で人間と会話することが可能で、飲食物や生活必需品を出すなどの各種リクエストに応える。キャスト1人に対して専用の監視者が1台ずつ存在し、自動で対象のキャストを追尾する機能がある。

## 関連商品

### CD
- CharadeManiacs 主題歌＆サウンドトラック（フロンティアワークス、2018年11月28日、限定盤 FFCT-0105／通常盤 FFCT-0104）[12][13]
- CharadeManiacs キャラクターソング＆ドラマ Vol.1 （フロンティアワークス、2019年11月27日、限定盤 FFCT-0112／通常盤 FFCT-0111）[14][15]
- CharadeManiacs キャラクターソング＆ドラマ Vol.2 （フロンティアワークス、2019年12月20日、限定盤 FFCT-0114／通常盤 FFCT-0113）[14][15]
- CharadeManiacs キャラクターソング＆ドラマ Vol.3 （フロンティアワークス、2020年1月29日、限定盤 FFCT-0116／通常盤 FFCT-0115）[14][15]

### 書籍
- 電撃Girl’sStyle編集部 編『CharadeManiacs 裏バレビジュアルBOOK』KADOKAWA、2018年12月14日。ISBN 978-4049123104。[16]

## 主題歌
オープニングテーマ「Hide And Hide」
作詞・作曲・編曲 - DJ’TEKINA//SOMETHING / 歌 - DJ’TEKINA//SOMETHING  a.k.a Yuyoyuppe
エンディングテーマ「Allright」
作詞・作曲・編曲 - GRILLED MEAT YOUNGMANS / 歌 - GRILLED MEAT YOUNGMANS

## 舞台
神奈川のラゾーナ川崎プラザソルにて2020年10月3日から11日まで初演が、2024年1月11日から15日まで再演が上演された。

### スタッフ（舞台）
- 原作 - オトメイト（アイディアファクトリー）
- 脚本 - 伊藤マサミ
- 演出 - 野元準也
- プロデューサー - 通崎千穂
- 主催・製作 - 合同会社SrotaStage

## スタッフ（ゲーム）
- キャラクターデザイン・原画 - 悌太
- メインシナリオライター - 雨宮うた
- ディレクター - 斉藤あさみ
- 製作・販売 - アイディアファクトリー